# Arthur Foulkes

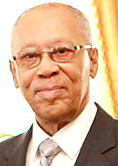
Arthur Foulkes, 2000

Sir Arthur Alexander Foulkes GCMG (* 11. Mai 1928 in Matthew Town, Inagua, Bahamas) ist ein Journalist, Diplomat und Politiker. Von 2010 bis 2014 war er Generalgouverneur der Bahamas.

## Biografie
Foulkes war zunächst Journalist und zuerst zwischen 1948 und 1962 Redakteur und Herausgeber der Tageszeitung The Nassau Tribune. 1962 war er Gründer und bis 1967 auch Herausgeber der Tageszeitung The Bahamian Times, dem Parteiorgan der Progressive Liberal Party (PLP).
Bei den Wahlen 1967 wurde er zum Mitglied in das Versammlungshaus (House of Assembly) gewählt und war in der Folgezeit unter anderem Minister für Kommunikation und Tourismus in der von der PLP gestellten Regierung von Premierminister Lynden O. Pindling. 1970 gehörte er zu den acht Parlamentariern, die Pindling als Parteivorsitzenden ablehnten und die PLP verließen.
Daraufhin war er 1971 Mitbegründer des Free National Movement (FNM) und wurde als deren Vertreter 1972 zum Mitglied des Senats ernannt, dem er nach seiner erneuten Ernennung bis 1982 angehörte. 1982 wurde er abermals zum Mitglied in das Versammlungshaus gewählt und gehörte diesem bis 1992 an.
1992 erfolgte seine Berufung zum Hochkommissar im Vereinigten Königreich. In dieser Funktion war er zugleich als Botschafter in Frankreich, der Bundesrepublik Deutschland, Italien, Belgien sowie bei der Europäischen Union akkreditiert.
1999 wurde er erster Botschafter der Bahamas in der Volksrepublik China sowie in Kuba. Für seine Verdienste wurde er 2001 zum Knight Grand Cross des Order of St. Michael and St. George ernannt, so dass er seither das Prädikat „Sir“ führt. Nach der Wahlniederlage der FNM 2002 schied er aus dem diplomatischen Dienst und war in der Folgezeit wieder als Journalist bei den Zeitungen The Nassau Guardian und The Nassau Tribune tätig, bei der er Kolumnist der angesehenen Kolumne „To The Point“ war.
Nach dem erneuten Wahlerfolg der FNM wurde er 2007 von Premierminister Hubert Ingraham zum Generaldirektor von Bahamas Information Services ernannt, dem Presse- und Informationsdienst der Regierung. Zugleich war er in dieser Position bei Ortsabwesenheit des Generalgouverneurs dessen offizieller Vertreter.
Am 13. April 2010 wurde er als Nachfolger von Arthur Dion Hanna zum Generalgouverneur der Bahamas ernannt und legte am 14. April 2010 seinen Amtseid ab.